# Siegesturm (Bayreuth)
Der Siegesturm ist ein  Rundturm  aus Sandstein auf dem 463 m ü. NHN hohen Gipfel Hohe Wart im Höhenzug Hohe Warte im Forst Sankt Georgen im nördlichen Stadtgebiet von Bayreuth. Der Aussichtsturm ist 17 Meter hoch, auf die Plattform führt eine Wendeltreppe mit 97 Stufen. Errichtet wurde er zum Gedenken an den Sieg im Deutsch-Französischen Krieg 1870/71.

## Geschichte
Die Grundsteinlegung auf dem damals „Auf dem spitzen Stein“ genannten Gipfel erfolgte bei strömendem Regen am Nachmittag des 6. Mai 1872, als sich ganz Deutschland in einem patriotischen Zustand befand. Am 2. September 1874, dem Sedantag, wurde der Turm feierlich eröffnet. Während der Feierlichkeiten, an denen zahlreiche Sänger-, Turn- und Veteranenvereine teilnahmen, wurde er geweiht und eine Gedenktafel enthüllt. Jene enthält unter anderem die Namen von 28 Soldaten aus der Region, die im Verlauf des Kriegs ihr Leben verloren, darunter von 18 in der Schlacht von Sedan gefallenen Bayreuthern. „Ehrenjungfrauen“ legten in Anwesenheit vieler trauernder Familien einen Lorbeerkranz zu Ehren der Gefallenen nieder. Am Abend wurde der Turm mit bengalischem Feuer illuminiert.
Die Kosten in Höhe von 1200 Mark hatten die Bewohner Bayreuths und seiner Umgebung aufgebracht. Obwohl Herzog Alexander Friedrich Wilhelm von Württemberg sofort 300 Gulden beisteuerte und Laientheatervorstellungen im Opernhaus „zum besten des auf den spitzigen Stein zu bauenden Siegesthurmes“ stattfanden, kam der Betrag nur allmählich zusammen. Gebaut wurde der Turm durch den ortsansässigen Baumeister Carl Wölfel, die verhältnismäßig groben Sandsteine stammen aus einem nahen Steinbruch, der heute als Abenteuerspielplatz dient.
1953 nutzte die 1914 in Bayreuth gegründete Bayerische Elektricitäts-Lieferungs-Gesellschaft AG (BELG) den Turm für Versuche zum Empfang von Fernsehsignalen. In neuerer Zeit wurde ein Absperrgitter an der Turmspitze angebracht, um Suizidversuche zu unterbinden.
Anfang Dezember 2021 wurde der Turm aus Sicherheitsgründen gesperrt, da Teile von Sandsteinen im Bereich der Krone abzustürzen drohten. Zur Sanierung, die bis April 2022 angedacht war, sollte der obere Ring aus drei Sandsteinreihen vorübergehend komplett abgenommen werden. Mitte Februar 2022 wurde bekannt, dass nach einer Ausschreibung mit Kosten in Höhe von 150.000 Euro gerechnet werde.
Von Mai bis Ende November 2022 wurde der Siegesturm umfassend restauriert, die Kosten beliefen sich auf 190.000 Euro. Am 19. April 2023 wurde er wieder geöffnet.

## Gedenktafel
Die Inschrift der Gedenktafel lautet: „Dem Ruhme der deutschen Siege 1870/71 und dem ehrenden Andenken an die gefallenen Bayreuther Söhne geweiht“.

## Sonstiges
- Über der Gedenktafel steht „Siegesthurm“, was der damals gültigen Rechtschreibung nach korrekt war.
- Der Turm bietet einen Ausblick über das gesamte Bayreuther Stadtgebiet.
- Aus demselben Anlass ließ Alexander Friedrich Wilhelm von Württemberg unweit des nahegelegenen Eckersdorf einen Turm mit quadratischem Grundriss errichten, der ebenfalls als Siegesturm bezeichnet wird.[9] Einen weiteren Siegesturm nach Plänen von Carl Wölfel ließ er 1873 im 1945 zerstörten „Belvedere“ in Meyernberg bauen.[10]